# MAN SL 200
De MAN SL 200 is een bus, geproduceerd door de Duitse busfabrikant MAN van 1973 tot 1986. De MAN SL 200 is een eerste generatie standaard VÖV-lijnbus en is de opvolger van de MAN SL 192. De bus was met 5.500 stuks de meest succesvolle bus van MAN tot nu toe en was bij veel Duitse vervoersbedrijven in dienst.
Naast de SL 200 werd door MAN ook een bus gebouwd voor op de streekdienst, de MAN SÜ 240.

## Elektrische bus
In 1975 werd een elektrische variant gelanceerd van de SL 200, genaamd de SL-E 200. Deze variant werd door tractiebatterijen die geplaatst waren in een eenassig aanhangwagen. In totaal waren er 22 stuks gebouwd. Acht stuks deden dienst in Mönchengladbach en 14 bij Düsseldorfer Rheinbahn. De laatste elektrische bus ging in 1988 uit dienst.

## Trolleybus
In 1984 werd een exemplaar gebouwd als trolleybus. Deze bus was vooral bedoeld als demonstratiemodel voor MAN en was onder andere in bedrijf bij twee Zwitserse vervoersbedrijven. Dit waren de BVB en de TL.

## Inzet
De bussen werden ingezet in verschillende landen. De meeste exemplaren kwamen voor in Duitsland, maar daar naast zijn er verschillende exemplaren geëxporteerd naar onder andere België, Nieuw-Zeeland en Zwitserland. In België kwamen de bussen enkel voor bij enkele exploitanten van  De Lijn. Deze hadden de bussen tweedehands gekocht. Inmiddels zijn de meeste bussen buiten dienst genomen.
| Bedrijf                   | Serie         | Aantal | Bouwjaar  | Inzet           | Opmerking                                                                               |
| België                    | België        | België | België    | België          | België                                                                                  |
| ------------------------- | ------------- | ------ | --------- | --------------- | --------------------------------------------------------------------------------------- |
| Demuynck & Vansteelandt   | 353110        | 1      | 1986      | West-Vlaanderen | Tweedehands bus                                                                         |
| J. De Reys & Zn.          | 153107-153110 | 4      | 1980-1986 | Antwerpen       | Tweedehands bussen                                                                      |
| J. De Reys & Zn.          | 153112        | 1      | 1980-1986 | Antwerpen       | Tweedehands bussen                                                                      |
| Duitsland                 |               |        |           |                 |                                                                                         |
| Düsseldorfer Rheinbahn    | 9051–9064     | 14     | 1975      | Düsseldorf      |                                                                                         |
| Stadtwerke Münster        | 7800-7807     | 8      | 1978      | Münster         |                                                                                         |
| Stadtwerke Münster        | 7900-7904     | 5      | 1979      | Münster         |                                                                                         |
| Stadtwerke Münster        | 8400-8407     | 8      | 1984      | Münster         |                                                                                         |
| Stadtwerke Münster        | 8500-8505     | 6      | 1985      | Münster         |                                                                                         |
| SWT                       | 15-17, ??     | >3     | ??        | Trier           |                                                                                         |
| Luxemburg                 |               |        |           |                 |                                                                                         |
| Sales-Lentz               | BU 455        | 1      | 1986      | Streekvervoer   | Buiten dienst                                                                           |
| Nieuw-Zeeland             |               |        |           |                 |                                                                                         |
| Auckland Regional Council | 1099          | 1      | 1981      | Auckland        | Lpg-bus, ging retour naar MAN                                                           |
| Auckland Regional Council | 1601-1688     | 88     | 1982-1985 | Auckland        | 1661-1674, 1676 en 1678 hadden ook een CNG-aandrijving 1677 had ook een LPG-aandrijving |
| Bayes Coachlines Ltd      | 520           | 1      | 1979      | Albany          |                                                                                         |
| Cesta Travel Ltd          | 579-580       | 2      | 1981      | Dunedin         |                                                                                         |
| Cesta Travel Ltd          | 582           | 1      | 1981      | Dunedin         |                                                                                         |
| Cesta Travel Ltd          | 584           | 1      | 1981      | Dunedin         |                                                                                         |

## Afbeeldingen

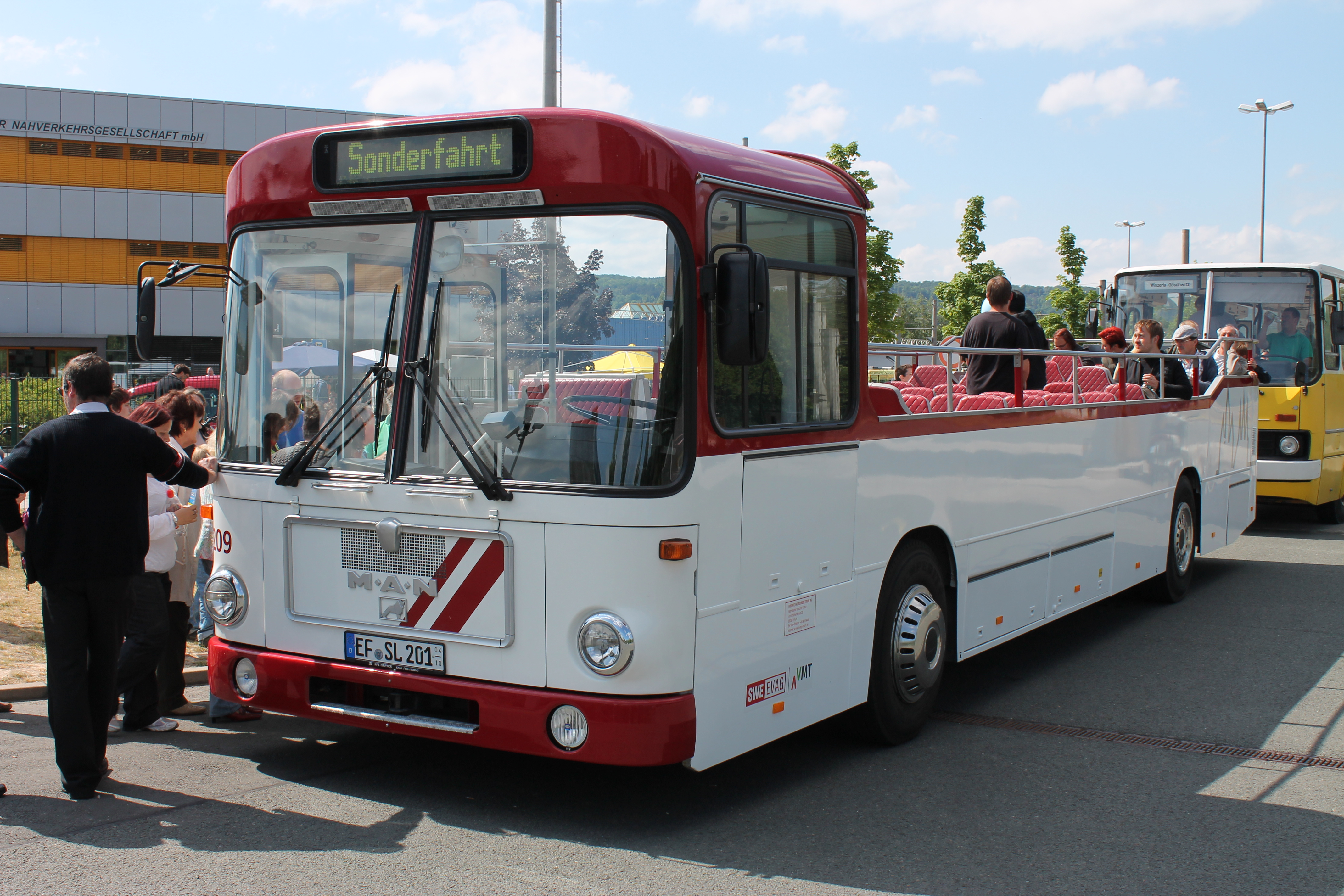
Een cabrio-versie van de SL 200